# Madeleine Guitty
Madeleine Guitty, all'anagrafe Marguerite Madeleine Guichard (Corbeil-Essonnes, 5 luglio 1870 – Parigi, 12 aprile 1936) è stata un'attrice francese.

## Biografia
Attrice di teatro e cinema, Madeleine Guitty era figlia di un avvocato di Corbeil. Iniziò la sua carriera di attrice teatrale all'età di 18 anni al Théâtre des Bouffes-Parisiens. Come attrice cinematografica, recitò per la prima volta nel 1910 in L'Enfance d'Oliver Twist, diretto da Camille de Morlhon, e successivamente girò diversi cortometraggi per la regia di Louis Feuillade.
È sepolta al Cimitero parigino di Pantin.

## Filmografia
- L'Enfance d'Oliver Twist, regia di Camille de Morlhon - cortometraggio (1910)
- Vitellius, regia di Henri Pouctal - cortometraggio (1910)
- L'Anniversaire de Mademoiselle Félicité, regia di Georges Denola - cortometraggio (1911)
- Un monsieur qui a un tic, regia di Albert Capellani - cortometraggio (1911)
- Le Pot de confitures, regia di Georges Denola - cortometraggio (1911)
- La Suggestion du baiser, regia di Georges Monca - cortometraggio (1911)
- Oeil pour oeil, regia anonima - cortometraggio (1912)
- Les Femmes députées, regia anonima - cortometraggio (1912)
- Bébé n'aime pas sa concierge, regia anonima - cortometraggio (1912)
- Don Quichotte, regia di Camille de Morlhon (1913)
- Léonce et Poupette, regia di Léonce Perret - cortometraggio (1913)
- I milioni della cameriera (Les Millions de la bonne), regia di Louis Feuillade - cortometraggio (1913)
- La Momie, regia di Louis Feuillade - cortometraggio (1913)
- Les somnambules, regia di Louis Feuillade - cortometraggio (1914)
- L'Illustre Mâchefer, regia di Louis Feuillade - cortometraggio (1914)
- Le Jocond, regia di Louis Feuillade - cortometraggio (1914)
- Monsieur Charlemagne, regia sconosciuta (1914)
- Le nid, regia di Léon Poirier - cortometraggio (1914)
- Jeanne Doré, regia di René Hervil e Louis Mercanton (1915)
- Ils y viennent tous au cinéma, regia di Henri Diamant-Berger - cortometraggio (1917)
- Esprit es-tu là?, regia di Fernand Rivers - cortometraggio (1917)
- Fauvette, regia di Gérard Bourgeois (1918)
- La Révoltée, regia di Gaston Leprieur (1920)
- 600,000 Francs a Month, regia di Nicolas Koline e Robert Péguy (1926)
- Zouzou, regia di Marc Allégret (1934)
- Un oiseau rare, regia di Richard Pottier (1935)